# Boldklubben 1903 København
El Boldklubben 1903 København o B 1903 és un club danès de futbol de la ciutat de Copenhaguen.

## Història
Va ser fundat l'any 1903. Fou set cops campió de la lliga danesa i dos més de la copa. A nivell internacional, la seva millor actuació fou uns quarts de final de la Copa de la UEFA la temporada 1991/92 (eliminà els clubs Aberdeen FC, Bayern de Múnic i Trabzonspor).
L'any 1992 es fusionà amb el Kjøbenhavns Boldklub (KB) formant el F.C. København. El club continua existint en les categories inferiors.

## Palmarès
- Lliga danesa de futbol (7): 1920, 1924, 1926, 1938, 1969, 1970, 1976
- Copa danesa de futbol: 1979, 1986
- 55 temporades a la primera divisió danesa.
- 3 temporades a la segona divisió danesa.